# Simones Labyrinth
Simones Labyrinth ist ein deutsch-spanischer Horror-Kurzfilm von Iván Sáinz-Pardo aus dem Jahr 2003.

## Handlung
Die Handlung ist sprunghaft angelegt und undurchsichtig. Sie simuliert ein Labyrinth, das sowohl Simone als auch ihre alkoholkranke Mutter um sich aufgebaut haben. Dementsprechend ist die Handlung nicht stringent, sondern traumhaft und mit zahlreichen Zeitsprüngen versehen.
Simone wird von ihrem Vater geweckt. Die Mutter schläft noch. Er macht sie fertig und fährt sie zu ihrem Schulausflug nach Österreich. Nun erwacht die Mutter von einem Telefonklingeln und kann ihre Tochter nicht finden. Es wird im Laufe der Handlung deutlich, dass Simone bei diesem Schulausflug bei einem Autounfall ums Leben kam. So erzählt sie im Bus vom nahenden Tod und dass ihre Mitschüler nur in einem Traum von ihr leben.
Die Mutter wird währenddessen von der Polizei informiert, dass ihre Tochter einen Unfall hatte. Klar wird auch, dass die Mutter ein starkes Alkoholproblem hat. In einem weiteren Sprung liegt die Mutter ohnmächtig vor ihrem Bett und wird von Simone geweckt, die ihr das Versprechen abringt, nun länger für sie da zu sein. Die beiden umarmen sich, dabei schaut Simone starr in die Kamera. Die Kamera fährt jetzt durch das Haus und Simones Stimme sagt, sie kenne alle ihre Träume, sie seien in ihr drin. Die Kamera zeigt das klingelnde Telefon, danach wünscht sie der Mutter einen guten Schlaf und schöne Träume.

## Hintergrund
Der Film wurde von Regisseur Iván Sáinz-Pardo im Rahmen seines Studiums an der Hochschule für Fernsehen und Film München (HFF) gedreht. Neben der Hochschule waren auch Neos Film und Ataka Films Producciones an der Produktion beteiligt.
Seine Premiere hatte der Film am 24. Januar 2003 im Gloria-Palast in München.

## Kritiken
Der Film wurde von der Deutschen Film- und Medienbewertung (FBW) als „besonders wertvoll“ ausgezeichnet. In seiner Begründung schreibt die Behörde: „Vieldeutig und vielschichtig bleibt dieser aufwendig in Szene gesetzte, sorgfältig gestaltete Film bis zum Schluß. (…) Der filmhandwerklich beachtenswerte, atmosphärisch dichte Kurzspielfilm hält seine Spannung bis zum Schluß. Das ist ein Verdienst der Regie, aber auch der beiden Darstellerinnen. Kameraarbeit, Lichtgestaltung, Schnitt und Musik haben künstlerisch herausragendes Niveau.“

## Preise
Der Kurzfilm gewann zahlreiche Preise, darunter den Shocking Shorts Award des Pay-TV-Sender 13th Street, der beim Filmfest München.